# Mikael de Poissy
Mikael de Poissy, né en 1974 à Poissy, en Île-de-France, est un tatoueur et artiste visuel français. Il est notamment reconnu pour avoir développé un style inspiré du vitrail médiéval. Il est le fondateur du French Tattoo Museum et est également directeur artistique et éditeur de Tatouage Magazine.

## Biographie
Il s'installe à Poissy en 2002 et commence à tatouer des figures religieuses et historiques.
En 2023, il passe l'été chez la famille Razzouk, issue d’une lignée de tatoueurs chrétiens de Jérusalem. Il ramène des tampons historiques utilisés pour tatouer des pèlerins. 
En 2024, il intervient comme juge et historien dans l’émission Le Meilleur Tatoueur (RMC Story) et organise une manifestation dédiée au tatouage de pèlerins au Mont-Saint‑Michel. 

## Publications
- Fatalitas, 2021.